# 武雄市立山内西小学校
武雄市立山内西小学校（たけおしりつ やまうちにししょうがっこう）は、佐賀県武雄市山内町大字大野にある市立小学校。

## 概要
歴史
1874年（明治7年）創立。数回の改組・改称を経て、現校名になったのは2006年（平成18年）。2024年（令和6年）に創立150周年を迎える。
校章
中央に校名の略称「山西」の文字（縦書き）を配している。
校歌
作詞は松崎末義、作曲は岡井隆一による。歌詞は2番まであり、歌詞中に校名は登場しない。
校区
武雄市山内町のうち「今山区、下黒髪区、大野区、宮野区、立野川内区、船の原区（下山小川内）の区域」。中学校区は武雄市立山内中学校。
分校
- 立野川内分校（たてのかわうち）
  - 校区 - 山内町立野川内区（峠、大切、板ノ川内、狩立、柳原、山口、辺田、寺の下東、寺の下西、館、砂古、平野、原、山下、白岳)、船の原区（下山小川内）の区域の1・2年生
  - 所在地 - 〒849-2305 佐賀県武雄市山内町大字宮野25402番地4

（北緯33度11分35.5秒 東経129度56分05.3秒 / 北緯33.193194度 東経129.934806度）

## 沿革
前史
- 1804年～1817年（文化年間）- 久間謙蔵が開塾。
- 1854年（安政元年）- 黒髪常陸が黒髪山下坊で開塾。
- 1820年（文政3年）- 清水龍門が大野で開塾。清水龍門が1851年（嘉永4年）に亡くなった後は、有田から移り住んできた谷口藍田が蜂ノ巣の定林寺で龍門の弟子の教育を継承。谷口藍田が鹿島の弘文館に移った後は、清水由敬がその塾生の教育を継承（「蚊菜軒」）。

本史
- 1874年（明治7年）-「宮野小学校」が創立。
- 1875年（明治8年）- 「船立小学校[3]」が創立。
- 1876年（明治9年）
  - 船立小学校より、船ノ原が分離したため、立野川内地区の児童だけとなり、「立野川内小学校」に改称。
  - 大野に新校舎が完成し、「大野小学校」と称する。
- 1886年（明治19年）- 大野小学校を統合の上、大野分校とする。
- 1887年（明治20年）- 小学校令の施行により、尋常科（4年制）を設置の上、「尋常宮野小学校」・「尋常立野川内小学校」に改称。
- 1889年（明治22年）4月 - 町村制の施行により、大野村と宮野村の2村が合併し、住吉村が発足。
- 1892年（明治25年）4月 - 「宮野尋常小学校」・「立野川内尋常小学校」に改称。
- 1893年（明治26年）- 大野尋常小学校が分離・独立。
- 1899年（明治32年）- 宮野・大野・立野川内の尋常小学校3校を統合の上、「住吉尋常小学校」とする。立野川内分校を設置。
- 1901年（明治34年）- 高等科（4年制）を並置の上、「住吉尋常高等小学校」に改称。
- 1904年（明治37年）- 住吉、立野川内両校舎を新築。椿原で中通・住吉・竹内・若木4校合同運動会を開催。
- 1905年（明治38年）- 立野川内分校が分離の上、立野川内尋常高等小学校として独立。
- 1908年（明治41年）- 改正小学校令により、尋常科が6年制・高等科が2～3年制となる。
- 1910年（明治43年）- 立野川内尋常高等小学校に村立農業補習学校が併置される。
- 1912年（明治45年）- 立野川内尋常高等小学校の高等科が廃止され、立野川内尋常小学校となる。尋常科を修了した児童は住吉尋常高等小学校へ通学することとなる。
- 1916年（大正5年）- 剣道教育を開始。
- 1930年（昭和5年）- 黒髪山で林間学校を実施。
- 1934年（昭和9年）- 立野川内尋常小学校を統合の上、立野川内分校とする。
- 1935年（昭和10年）- 青年学校令の施行により、併置の村立農業補習学校が農業青年学校となる。
- 1936年（昭和11年）- 立野川内分校の校舎が完成。
- 1940年（昭和15年）- 中庭庭園・相撲道場が完成。
- 1941年（昭和16年）4月1日 - 国民学校令の施行により、「住吉国民学校」に改称。尋常科を初等科に改める。
- 1947年（昭和22年）4月1日 - 学制改革が行われる。
  - 住吉国民学校の初等科は「住吉村立住吉小学校」へ改組・改称。
  - 住吉国民学校の高等科は青年学校普通科とともに、新制中学校「住吉村立住吉中学校[4]」に改組。小学校に併設される。
- 1954年（昭和29年）4月1日 - 山内村の発足により、「山内村立山内西小学校」に改称。舟原分校の校舎を新築。
- 1959年度（昭和34年度）- 児童数が851名とピークを迎える[5]。
- 1960年（昭和35年）9月1日 - 町制施行により、「山内町立山内西小学校」に改称。牛乳給食を開始。

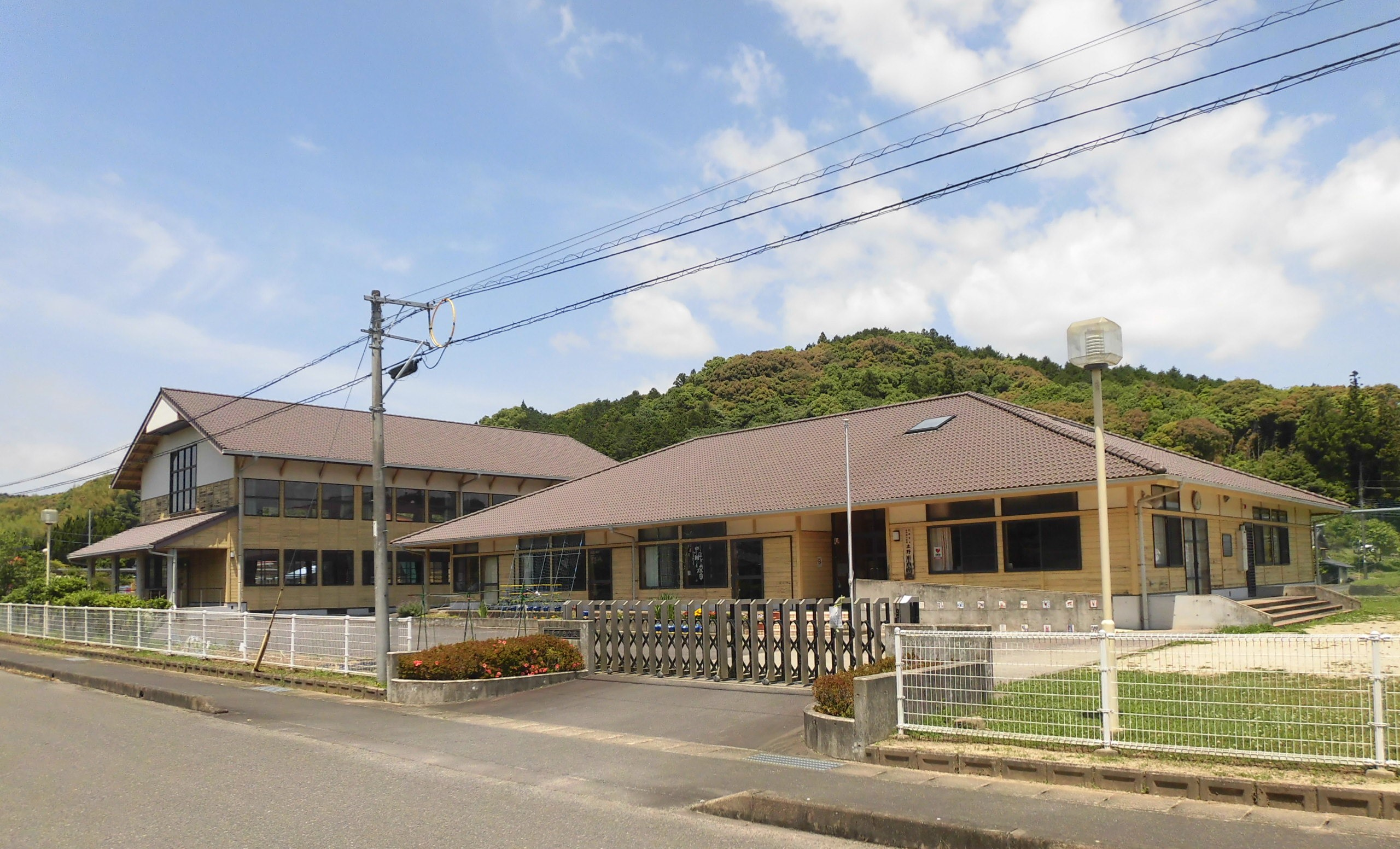
立野川内分校

- 1964年（昭和39年）- 完全給食を開始。
- 1965年（昭和40年）- 特殊学級を設置。くろかみ学園を開設。
- 1967年（昭和42年）- 校旗が寄贈される。
- 1968年（昭和43年）- 全教室にストーブが設置される。
- 1970年（昭和45年）- プールが完成。
- 1975年（昭和50年）- 創立100周年記念式典を挙行。
- 2006年（平成18年）3月1日 - 武雄市への編入により、「武雄市立山内西小学校」（現校名）に改称。

## 交通
本校
最寄りの鉄道駅
- JR九州 佐世保線「三間坂駅」

最寄りのバス停留所
- 伊万里・三間坂線「大野」停留所

最寄りの幹線道路
- 佐賀県道257号梅野有田線・佐賀県道26号伊万里山内線「山内西小前」交差点

立野川内分校
最寄りの鉄道駅
- JR九州 佐世保線「三間坂駅」

最寄りの幹線道路
- 佐賀県道45号嬉野山内線

## 周辺
本校
- 芳華こども園
- くろかみ学園すみよしの里
- Aコープ山内店
- JAさが山内支所
- 宮野郵便局
- 宮野地区浄化センター

立野川内分校
- 立野川内保育園
- 立野川内集落センター
- 立野川内簡易郵便局
- 武雄市立山内中学校

## 参考資料
- 「山内町史 下巻」（山内町史編さん委員会、1977年（昭和52年）10月1日発行）p. 307～